# Morpho portis
Morpho portis é uma borboleta neotropical da família Nymphalidae, subfamília Satyrinae e tribo Morphini, descrita em 1821 por Jakob Hübner e nativa do Brasil (Espírito Santo, Rio de Janeiro, Minas Gerais, Mato Grosso, São Paulo, Paraná, Santa Catarina, Rio Grande do Sul), Paraguai, Uruguai e Argentina (Misiones). Visto por cima, o padrão básico da espécie (macho) apresenta asas de coloração azul iridescente com as pontas das asas anteriores, e a borda das venações das asas anteriores e posteriores, de coloração enegrecida e apresentando uma mancha branca próxima ao topo de cada asa anterior. Vista por baixo, apresenta asas de coloração castanho clara, com padrão de bandas mais claras e cinco ocelos desenvolvidos em cada par (anterior e posterior - dois na asa anterior e três na asa posterior) de asas; com o ocelo mais abaixo, próximo ao final da asa posterior, em formato de gota. O dimorfismo sexual é pouco acentuado, com as fêmeas menos frequentes e com margens das asas mais escurecidas.[carece de fontes?]

## Hábitos
Adrian Hoskins cita que a maioria das espécies de Morpho passa as manhãs patrulhando trilhas ao longo dos cursos de córregos e rios. Nas tardes quentes e ensolaradas, às vezes, podem ser encontradas absorvendo a umidade da areia, visitando seiva a correr de troncos ou alimentando-se de frutos em fermentação.

## Subespécies
M. portis possui duas subespécies:
- Morpho portis portis - Descrita por Hübner em 1821, de exemplar proveniente do Brasil.[8][11]
- Morpho portis thamyris - Descrita por C. & R. Felder em 1867, de exemplar proveniente do Brasil.[14][7]